# Antioquis (mare d'Àtal I de Pèrgam)
|  | Per a altres significats, vegeu «Antioquis». |

Antioquis (grec antic: Ἀντιοχίς, Antiokhís, llatí: Antiochis) va ser filla d'Aqueu. Aquest Aqueu era el segon fill del rei i fundador de l'Imperi Selèucida Seleuc I Nicàtor. Es va casar amb Àtal i va ser la mare d'Àtal I de Pèrgam segons diu Estrabó.